# Poppes Landhaus
Poppes Landhaus in Bremen, Stadtteil Obervieland, Ortsteil Kattenturm, Arsterdamm 10, entstand um 1770. Dieses Gebäude steht seit 1973 unter Bremer Denkmalschutz.

## Geschichte
Der Landsitz des Bremer Kaufmannes Poppe entstand um 1770 im Stil des späten Rokokos (in Bremen selten) in der Epoche des Barocks. Im Erdgeschoss befanden sich die Wohnräume, im Obergeschoss u. a. ein Saal. Rokokoelemente sind u. a. die Türgewände und Fensterumrahmungen aus Sandstein sowie das bemerkenswerte geschwungene Geländer der Freitreppe.
Das Landgut war einst von einem großen Garten in englischem Stil umgeben. Das Landgut reichte bis zum heutigen Autobahnzubringer Arsten. Garten und Haus waren im 19. Jahrhundert eine beliebte Ausflugsstätte. Später verwilderte der hintere Landschaftspark und nur eine Sandsteinplastik soll erhalten sein. 
Seit 1928 besaß die Jakobi-Gemeinde das Poppesche Landgut, um hier eine Filialkirche für Kattenturm zu errichten. Ab 1949 war hier das Gemeindehaus und der Kindergarten. 1953 wurde die St.-Markus-Gemeinde gegründet, die daneben bis 1955 die St.-Markus-Kirche baute. Das Haus wurde als Pfarrhaus genutzt und Ende der 1990er Jahre verkauft.

Über viele Jahre befand sich danach hier das Restaurant und die Weinhandlung Poppes Landgut mit Rotwein-, Pastoren- und Gartenzimmer. Heute dient es als Wohnhaus.